# Padagha
Padagha é uma vila no distrito de Thane, no estado indiano de Maharashtra.

## Demografia
Segundo o censo de 2001, Padagha tinha uma população de 5056 habitantes. Os indivíduos do sexo masculino constituem 52% da população e os do sexo feminino 48%. Padagha tem uma taxa de literacia de 79%, superior à média nacional de 59.5%: a literacia no sexo masculino é de 82% e no sexo feminino é de 75%. Em Padagha, 12% da população está abaixo dos 6 anos de idade.